# Гръцки търговски флот
Гръцкият търговски флот (на гръцки: Ελληνικού Εμπορικού Στόλου) е съвкупността от търговските кораби на Гърция.
В разширен смисъл към него се отнасят също и търговските кораби в собственост на гръцки граждани и на членове на гръцката диаспора, както и други търговски кораби, ползващи гръцкия флаг (регистрация в Гърция) като удобен флаг.

## Предистория
По силата на артикул 11 от Кючуккайнарджийския мирен договор всички османски поданици имат правото да ползват руския военноморски андреевски кръст като флаг, от което се възползват най-вече гръцки корабособственици от Архипелага за изграждането на нови кораби с голям тонаж.

## Развитие
През 1860 г., след Кримската война, финансова криза изправя гръцката корабна индустрия и търговски флот пред колапс и предвид края на т.нар. епоха на платното, т.е. необходими са колосални инвестиции в параходи. Това налага пряка намеса на държавата, посредством поръчки, в този ключов за гръцкото стопанство сектор, но и води след себе си до поставянето на публичните финанси на страната под международен контрол. От друга страна, гръцките корабособственици, в защита на своите меркантилни интереси, се обособяват в английска партия, посредством която защитават своите търговски интереси. Именно английската партия е в основата на помирението между гръцката църква и Вселенската патриаршия (1850), като след преотстъпването на Йонийските острови (1864) – Англия започва да играе първостепенна роля в гръцката политика. 

## Последни тенденции
Китайската компания „Коско" (Cosco) купува за 1 млрд. долара товарния терминал на пристанището в Пирея през 2009 г., а от средата на 2016 г. цялото пристанище е в китайски ръце. 